# Academia Valentina
La Academia Valentina fue una academia literaria del siglo XVI cuya actividad se sitúa entre la Academia de los Nocturnos y la Academia de los Montañeses del Parnaso, teniendo una vida muy corta que termina en 1599.
Se sabe de su existencia por un códice que contiene diversas composiciones retóricas leídas en esa academia a la que pertenecieron Vicente Blas García y Jerónimo Martínez.
- Datos: Q5655760